# Ольгерд-Іполит Бочковський
Ольге́рд-Іполи́т Бочко́вський (чеськ. Hyppolit Olgerd Boczkowski; нар. 1 березня 1885 станція Долинська, Херсонська губернія (нині Кіровоградська область) — пом. 9 листопада 1939, Прага) — український соціолог, політолог і етнолог, один із провідних європейських фахівців з теорії нації та національних відносин першої половини 20 століття; педагог, публіцист і громадський діяч.

## Життєпис
Народився в сім'ї службовця російської імператорської залізниці. Батько новонародженого, Аполлон Бочковський, мав польське коріння; мати Анна (ур. Раєцька), походила з литовського роду. Сім'я належала до польської культури і католицької віри — цим і пояснюється незвичне для степової України подвійне ім'я майбутнього вченого. Згодом сім'я переїхала до нового місця служби батька до Катеринослава, потім в 1899 році до Єлисаветграда, де в 14-річному віці Ольгерд-Іполит поступив у 4-й клас Єлисаветградського земського реального училища, закінчив його на «відмінно» в 1903 р. Володів французькою, німецькою, чеською, польською мовами. Потім він два роки навчався на економічному відділенні Петербурзької Політехніки та в Петербурзькому Лісовому інституті. В 1905 році зв'язку з революційними подіями емігрував до Богемського королівства (Австро-Угорська імперія) у Прагу.
В 1906—1909 рр. відвідує студії тогочасних визначних професорів філософського факультету Карлового університету Любора Нідерле, Я. Бідла та інших. В Празі він знайомиться з Томашем Гаррігом Масариком, видатним вченим і політиком, майбутнім президентом Чехословацької республіки.

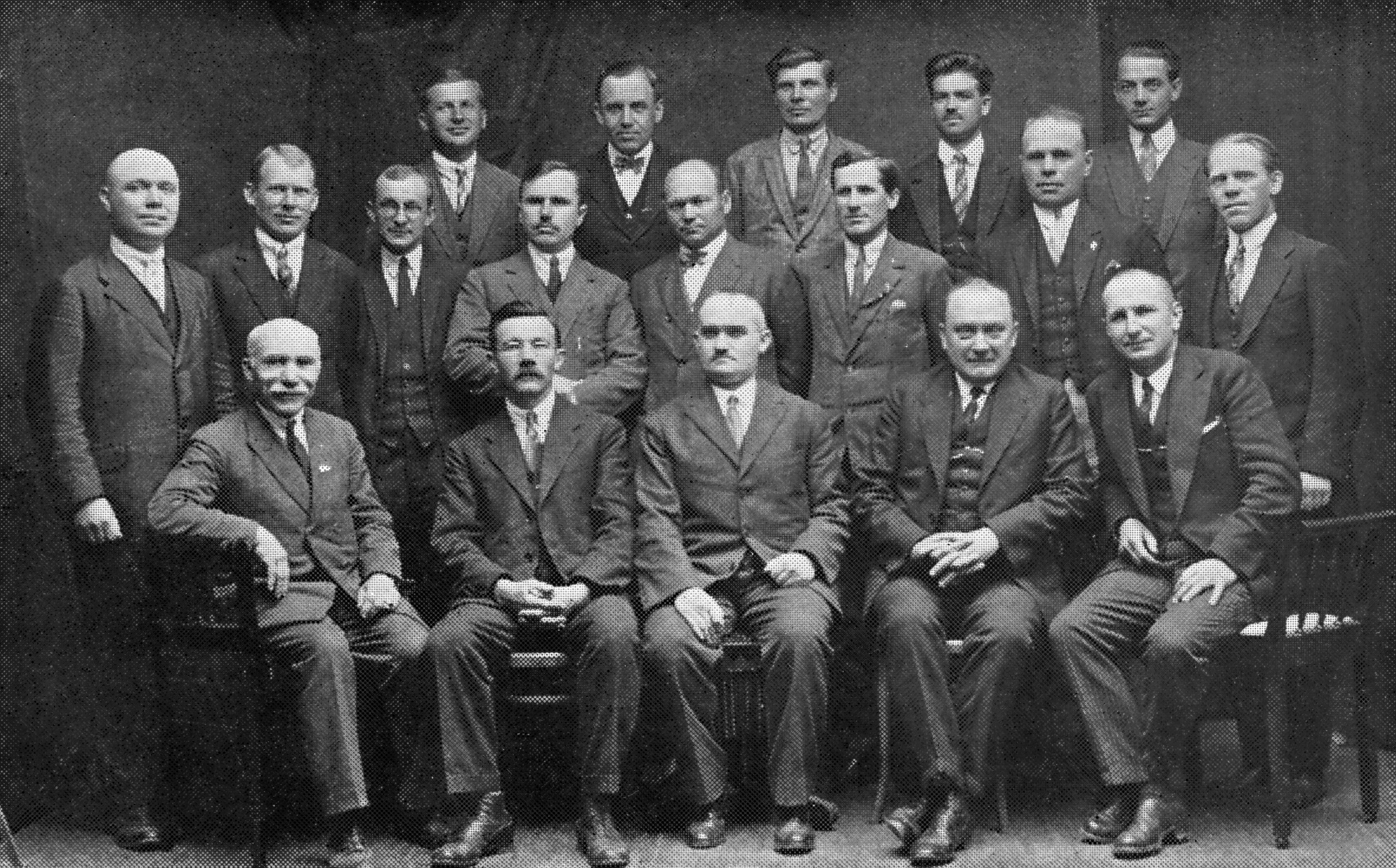
Члени Конференції УСДРП в Подєбрадах 1928 р. Ольгерд-Іполит Бочковський стоїть у другім ряді ззаду, другий зліва.

Перед Першою світовою війною входить до празької групи Української соціал-демократної робітничої партії. В часи УНР був секретарем української дипломатичної місії у Празі (1918–1923). Після поразки УНР працював професором Української господарської академії (УГА) в Подєбрадах; викладав соціологію та націологію в Українському вільному університеті в Празі. У 1930-х співпрацював із Українським Бюро в Лондоні та його представником у Празі Демидом Антончуком.
Ввів у науковий обіг поняття Етнополітика.
Очолював Комітет порятунку України — організацію, яка працювала задля порятунку українців під час Голодомору.

## Погляди
- Націологія: Етнологія і етнографія вивчають початкові фази формування народів (етногенез), то націологія досліджує націогенез, тобто — становлення і розвиток модерних націй. Доба західно-європейського етногенезу завершилася, за О.Бочковським, після Великої французької революції. З того часу й бере початок пробудження так званих «неісторичних» народів…

- Нації: Віддаючи належне об'єктивним ознакам нації (спільна територія, спільне походження, спільні мова, релігія, звичаї), вирішальним Бочковський вважав суб'єктивний чинник. Формування модерної нації неможливе без «національної свідомості» і «національної волі», які виявляються у прагненні нації до політичної та державної самостійності. «Нація — це воля бути нацією» Що ж до ролі мови, то нація нетотожна з мовою, проте й без національної мови вона утворитися не може.

- Етнополітика: Одним із розділів націології є етно-націополітика, яка вивчає політичні аспекти буття нації, зокрема — питання політичного самовизначення нації. Важливим був його висновок про те, що «примусова асиміляція — політичний анахронізм», оскільки «вона руйнує підвалини держави, бо гартує сили переслідуваного народу, спрямовані на рішуче протистояння в національному визволенні».

## Праці
- Бочковський О. І., Поневолені народи царської імперії: їх національне відродження та автономічні прямування. 1916
- Бочковський О. І., Фінляндія та фінляндське питаннє. 1916
- Бочковський О. І., Націологія і націографія як спеціяльна соціологічна дисципліна для наукового досліду нації. 1923
- Бочковський О. І., Національне пробудження, відродження, самоозначення. 1931
- Бочковський О. І., Національна справа (Статї про національне питання у зв'язку із сучасною війною) — Відень, 1918
  - перевидання: Відень, 1920
- Бочковський О. І., Масарик Т. Ґ., Національна проблема та українське питання (спроба характеристика та інтерпретації)' — Подєбради, 1930
- Бочковський О. І., Боротьба народів за національне визволення (нацологічні нариси) — Подєбради, 1930
- Бочковський О. І., Нарід – собі — Подєбради, 1932
- Boczkowski H. O.: Grundlagen des Nationalproblems: Einfuhrung in die Natiologie. — Prag: Goldelman, 1936
  - сучасне нім. перевидання: München: 1991—1992
- Бочковський О. I., Бєрнсон Б., Поневолені народи та українська справа — Вінніпег, 1939
- Бочковський О. І., Основи журналізму (нариз теорії журналізму) — Реґенсбурґ-Франкфурт, 1946
- Бочковський О. І., Наука про націю та її життя — Ню-Йорк, 1958
- Бочковський О. І., Сірополко С., Українська журналістика на тлі доби — Мюнхен, 1993
- Бочковський О. І. Вступ до націології — Мюнхен, 1991—1992
  - перевидання (скор., з покажчиком літ-ри): Київ: «Генеза», 1998
- Бочковський О. І. Вибрані праці та документи. Том II. — К.: Україна Модерна, ДУХ І ЛІТЕРА, 2018. — 704 с (Сер. «Україна. Європа: 1921—1939»)

## Вшанування пам'яті
Постановою № 184-VIII Верховної Ради України від 11 лютого 2015 року 130 років із дня народження відзначалося на державному рівні.